# Chile-Chinchillaratte

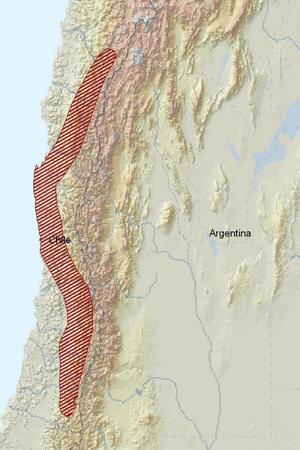
Verbreitungsgebiet der Chile-Chinchillaratte

Die Chile-Chinchillaratte (Abrocoma bennettii) ist ein in Chile endemisches Nagetier in der Familie der Chinchillaratten. Der Artzusatz im wissenschaftlichen Namen ehrt den englischen Naturforscher Edward Turner Bennett. Das Typusexemplar wurde bei einer Reise mit der Beagle eingesammelt, die durch die Beteiligung von Charles Darwin Berühmtheit erlangte.

## Merkmale
Mit einer Kopf-Rumpf-Länge von 195 bis 250 mm und einer Schwanzlänge von 130 bis 180 mm ist die Art größer als alle anderen Gattungsvertreter. Die Länge der Hinterfüße liegt etwas über 35 mm und die Ohren sind mindestens 28 mm lang. Das Fell der Oberseite ist dunkelbraun mit grauen Tönen, was oft einen silbrigen Glanz erzeugt. Die Flanken sind etwas heller und die Unterseite besteht aus dunkelgrauen Haaren mit hellen Spitzen, was an Raureif erinnert. Andere Chinchillaratten sind unterseits deutlich heller. Der Schwanz ist moderat behaart und allgemein dunkel oder unterseits etwas heller. Eine Drüse auf dem Brustbein ist meist von weißen oder gelblichen Haaren umgeben. Mit der länglichen Schnauze und den abgerundeten Ohren ähnelt das Tier eher einer Ratte als den Eigentlichen Chinchillas. Typisch sind vier Finger an den Vorderpfoten und fünf Zehen an den Füßen, die mit kleinen Krallen ausgerüstet sind. Steife Borten an den mittleren Zehen dienen zur Fellpflege und helfen vermutlich beim Graben von Tunneln.

## Verbreitung
Die Chile-Chinchillaratte bewohnt die mittleren Bereiche Chiles von der Region Antofagasta bis zur Region Libertador General Bernardo O’Higgins. Sie lebt im Flachland und bis in hohe Regionen der Anden bei 4000 Meter Höhe. Als Habitat dienen Strauchflächen, die an mediterrane Vegetation erinnern, Galeriewälder mit niedrigen Bäumen und Büschen, Ackerland und gelegentlich Sümpfe.

## Lebensweise
Mehrere Individuen graben zusammen ein komplexes Tunnelsystem und manchmal werden der Gewöhnliche Degu oder andere Nagetiere im Bau akzeptiert. Die nachtaktive Chile-Chinchillaratte kann gut in Gewächsen klettern. Sie ernährt sich von Blättern, Früchten und anderen Pflanzenteilen. Zur Kommunikation zwischen Gruppenmitgliedern wird der rote und stark riechende Urin benutzt.
Laut wenigen Beobachtungen sind Weibchen im Juni und Juli trächtig, so dass die Nachkommen im August geboren werden. Individuen in Gefangenschaft lebten etwas länger als zwei Jahre. Dieses Nagetier wird von Füchsen, Eulen und anderen Rauvögeln gejagt.

## Gefährdung
Regional können sich Bergbau, intensiver Tourismus und intensive Landwirtschaft negativ auswirken. Die Gesamtpopulation wird als groß eingeschätzt. Die IUCN listet die Chile-Chinchillaratte als nicht gefährdet (least concern).